# Ebony and Ivory
Singles par Paul McCartney
Temporary Secretary
(1980) Take It Away
(1982)
Singles par Stevie Wonder
Do I Do
(1982) Ribbon in the Sky
(1982)
Pistes de Tug of War
Dress Me Up as a Robber
Ebony and Ivory est une chanson de Paul McCartney et Stevie Wonder parue le 29 mars 1982, extraite de l'album Tug of War de Paul McCartney. 
Elle atteignit la première place de nombreux classements musicaux, dont le UK Singles Chart au Royaume-Uni et le Billboard Hot 100 aux États-Unis. Elle fut également un succès en France, où le single s'est vendu à plus de 300 000 exemplaires. 

## Message
Au premier abord, cette chanson parle de l'ivoire et de l'ébène du clavier d'un piano, mais elle traite également de l'harmonie entre les hommes qu'ils soient Noirs ou Blancs. L'origine de cette chanson remonte à une phrase de Spike Milligan qu'entendit McCartney, disant « Les touches noires, les touches blanches, on a besoin des deux pour créer l'harmonie ! ». Mais l'origine de cette image est plus ancienne et remonte à un livre des années 1840.